# Lacu Sărat, Brăila
Lacu Sărat este un sat în comuna Chiscani din județul Brăila, Muntenia, România. Între anii 1417 și 1829 a făcut parte din Raiaua Brăila (Kaza Ibrail) a Imperiului Otoman.
În cadrul comunei se află un lac sărat, pe malurile căruia s-a ridicat stațiunea cu același nume. Începuturile stațiunii datează din a doua jumătate a secolului al XIX-lea, primele stabilimente fiind descrise de scriitorul Alexandru Vlahuță in România pitorească. În primii ani ai secolului XX, stațiunea a fost legată de orașul Brăila printr-o linie de tramvai care funcționează și astăzi.

## Turism balnear
Acest loc este apreciat din punct de vedere turistic pentru buna sa poziționare în natură și pentru proprietățile curative ale nămolului sapropelic și ale apei minerale hipertonice, sursa fiind chiar Lacul Sărat.
Există și un complex balnear care funcționează tot timpul anului și oferă cazare, mese servite în restaurantul propriu, teren de fotbal, tenis.

## Atracții turistice
Cei care ajung în această stațiune se pot orienta spre excursii pe Dunăre sau Marea Neagră sau pot vizita obiectivele turistice locale. Iată câteva exemple:
- mănăstiri și biserici: Mănăstirea Sf. Pantelimon Lacul Sărat, Mănăstirea Măxineni, Biserica Greacă, Biserica Sf. Mihail și Gavriil;
- Muzeul Brăilei;
- Grădina Publică.